# 정부경북지방합동청사
정부경북지방합동청사(政府慶北地方合同廳舍)는 대한민국 각 부처의 특별지방행정기관 중 경상북도에 소재하는 행정기관의 사무공간을 통합하여 행정 업무의 효율성을 확보하기 위해 건설 중인 건축물이다. 경상북도 예천군 호명읍 금능리 743번지 경상북도청신도시에 건설 중이다. 경상북도선거관리위원회, 예천군선거관리위원회 등이 이전할 예정이다.